# Vidmantas Kučinskas
Vidmantas Kučinskas (* 30. Dezember 1960) ist ein litauischer Unternehmer, Gründer, Leiter und Hauptaktionär des litauischen landwirtschaftlichen Konzerns ARVI. Seit 2010 ist er erster Honorarkonsul von Russland in Marijampolė. Seit 2011 ist er ehrenamtlicher Berater des Bürgermeisters Marijampolė. 
2006 war Kučinskas  in der 17. Position unter den reichsten Litauern (nach Magazin Veidas).
Er ist Präsident des Wirtschaftsverbands Marijampolės regiono verslininkų asociacija (Mitglied der LPK).

## Auszeichnungen
- Orden für Verdienste um Litauen // Ordino „Už nuopelnus Lietuvai“ medalis, 2006